# Beauty Band
Beauty Band (Бьюти Бенд) — женский вокальный а-капельный джазовый квинтет. Создан в 2000 году. В его состав входят: Оксана Рябоконь, Евгения Иванова, Елена Дяченко, Оксана Резниченко, Елена Левченко.

## История
Квинтет был создан в 2000 году. Инициатором рождения «Beauty Band» была Оксана Рябоконь (бывшая участница джазового коллектива «Джаз-Экспромт»). Так она воплотила в жизнь свою мечту о создании женского вокального ансамбля.
Большую поддержку в период становления коллективу оказал известный украинский джазовый пианист, композитор и аранжировщик Евгений Дергунов, который создавал для группы множество интересных песен и аранжировок.
Квинтет принимал участие во многих украинских джазовых фестивалях, в 2001 году стал Лауреатом І-го конкурса молодых джазовых исполнителей в Донецке ДоДж Юниор.
В 2002 году коллектив удачно выступил в рамках фестиваля «Дніпрогастроль», однако буквально на следующий день случилась трагедия — внезапно умерла солистка группы Татьяна Палаш. Позже участницы коллектива нашли в себе силы работать дальше.
В 2003 году коллектив принимал участие в джазовом фестивале «Єдність». Концерт в рамках этого события считается наиболее удачным и целостным в истории коллектива.
В 2007 году выступление на фестивале Vocal Zone.

## Дискография
- 2002 Don’t Forget [2]
- Театр джазу
- 2004 В джазе только девушки [3]
- Sing! Sing! Sing! (L. Prima) — Beauty Band

## Внешние ссылки
- Сайт Beauty band
- Acappella-UA — современная акапельная музыка на Украине
- UAJazz.com